# Бейкер, Пенни
Пенни Бейкер (Penny Baker; род. 5 октября 1965) — американская модель. Была выбрана журналом Playboy в качестве Playmate of the Month в январе 1984 года, а также была избрана 30-й юбилейной девушкой года журнала Playboy. Её фотографии были сделаны Эрни Фрейтагом в Нью-Йорке, Буффало и Лос-Анджелесе когда ей было 17 лет, с письменного разрешения её родителей. Её фотографии назывались «Счастливая Пенни» и сообщалось, что ей 18 лет.
В 1985 году она сыграла камео в фильме «Настоящий гений». В 1986 году она получила намного бо́льшую роль в фильме «Мужской клуб».

## Фильмография
| Год       |    | Русское название             | Оригинальное название   | Роль             |
| --------- | -- | ---------------------------- | ----------------------- | ---------------- |
| 1977      | ф  | Валентино                    | Valentino               | Лорна            |
| 1984      | тф | Убийства девушек с календаря | Calendar Girl Murders   | девушка          |
| 1984      | с  | Бенсон                       | Benson                  | Дарлин           |
| 1984—1985 | с  | Майк Хаммер                  | Mike Hammer             | Минк             |
| 1985      | ф  | Настоящий гений              | Real Genius             | девушка Ика      |
| 1986      | тф | Шедевр Убийства              | A Masterpiece of Murder | Кристина Мэннинг |
| 1986      | с  | Сумеречная зона              | The Twilight Zone       | Пэм              |
| 1986      | ф  | Мужской клуб                 | The Men's Club          | Лейк             |
| 1987      | ф  | Тайна на миллион долларов    | Million Dollar Mystery  | Черити           |